# Floris Goesinnen
Floris Goesinnen (Opperdoes, 30 ottobre 1983) è un ex ciclista su strada olandese professionista dal 2004 al 2014 conta sette successi in carriera fra cui il Nationale Sluitingsprijs, gara di chiusura del calendario ciclistico belga, del 2007.

## Palmares
- 2007 (Skill-Shimano, una vittoria)

Nationale Sluitingsprijs
- 2008 (Skill-Shimano, una vittoria)

1ª tappa Tour de l'Ain (Lagnieu > Montréal la Cluse)
- 2011 (Skill-Shimano, due vittorie)

4ª tappa Tour de Taiwan (Hsinchu > Hsinchu)
3ª tappa Tour of Bright
- 2012 (Skill-Shimano, tre vittorie)

2ª tappa Flèche du Sud (Schifflange > Roeser)
Melbourne to Warrnambool Classic
Shipwreck Coast Classic

### Altri successi
- 2008 (Skill-Shmano, due vittorie)

1ª tappa, 2ª semitappa Brixia Tour (Brescia > Brescia, cronosquadre)
Classifica Gran Premio della Montagna Eneco Tour
- 2010 (Skill-Shimano, una vittoria)

Classifica Gran Premio della Montagna Driedaagse De Panne - Koksijde

## Piazzamenti

### Classiche monumento
- Giro delle Fiandre

2007: 94º
2008: 52º
2009: 105º
2010: 60º
- Parigi-Roubaix

2007: 31º
2008: 95º
2009: 82º
2010: ritirato
- Liegi-Bastogne-Liegi

2008: 71º